# Bullets
Bullets è un singolo del gruppo musicale Archive, estratto dall'album Controlling Crowds.
Il brano è stato scritto da Darius Keeler (musica) e Pollard Berrier (testo), e si basa su un giro di pianoforte arpeggiato che accompagna la voce di Berrier.

## Formazione
- Darius Keeler - pianoforte, tastiere, orchestrazioni, arrangiamenti corali
- Danny Griffiths - Effetti sonori
- Pollard Berrier - voce
- Steve "Smiley" Barnard - batteria
- Steve Harris - chitarra
- Jonathan Noyce - basso elettrico